# 再生農業
再生農業（さいせいのうぎょう、英語: Regenerative Agriculture、リジェネラティブ農業）は、土壌の健康（ソイル・ヘルス）と生物多様性を修復・向上させ、炭素隔離や水循環の改善を通じて気候変動対策と持続可能な食糧生産を目指す農法である。日本では「環境再生型農業」とも呼ばれ、有機農業や里山保全と連携して推進されている。従来の持続可能な農業が環境負荷の低減に焦点を当てるのに対し、再生農業は土壌や生態系の積極的な修復を重視する。

## 概要
再生農業は、土壌の有機物を再構築し、生物多様性を回復させることで、気候変動の緩和と食糧生産の持続可能性を両立させる農法である。1980年代にアメリカのロバート・ロデール研究所で提唱され、近年ではレインフォレスト・アライアンスやパタゴニアなどの組織が推進している。再生農業は、ソイル・ヘルスを基盤とし、以下の原則に基づく：
- 土壌撹乱の最小化（例: 不耕起栽培）
- 生物多様性の最大化（例: 輪作、アグロフォレストリー）
- 土壌の常時被覆（例: 被覆作物）
- 有機物の継続的投入（例: 堆肥）
- 家畜の統合管理（例: 放牧）

再生農業は、炭素隔離を通じて二酸化炭素を土壌に固定し、気候変動対策に貢献する。また、化学肥料や農薬の使用を減らし、経済的・社会的利益（例: コスト削減、地域コミュニティの強化）をもたらす。

## 手法
再生農業の主な手法は以下の通り：
- 不耕起栽培：土壌を耕さず、構造を保ち、炭素貯蔵を促進。
- 輪作：異なる作物を順番に栽培し、土壌の栄養バランスと微生物多様性を向上。
- 被覆作物：土壌を覆う植物を植え、侵食防止と有機物供給を行う。
- アグロフォレストリー：樹木と作物を組み合わせ、生物多様性と土壌保全を強化。
- 堆肥の利用：有機物を土壌に戻し、微生物活性を高める。
- 統合的放牧：家畜の移動放牧により、土壌肥沃度と植生を管理[1]。

これらの手法は、ソイル・ヘルスを向上させ、水循環や土壌侵食の抑制に寄与する。

## 日本の取り組み
日本では、再生農業は有機農業や里山保全と密接に関連し、持続可能な農業の一環として注目されている。農林水産省は、有機農業の推進を通じて、化学肥料の削減や土壌管理技術の開発を支援している。また、里山の保全活動では、伝統的な農林複合管理が再生農業の原則（例: アグロフォレストリー）に合致する事例が見られる。地域支援型農業（CSA）や農家直売所も、再生農業の経済的基盤を支えている。

## 課題と展望
再生農業は、土壌健康や気候変動対策に有効だが、以下の課題がある：
- 初期コスト：不耕起栽培や被覆作物の導入には投資が必要。
- 知識の普及：農家への教育や技術支援が不足。
- 基準の不在：再生農業の明確な定義や認証基準が未確立[8]。

今後、国際的な認証制度の確立や、企業（例: パタゴニア）との連携により、再生農業の普及が期待される。

## 実例
再生農業は世界各地で実践され、土壌の健康回復や気候変動対策に成果を上げている。以下に、国内外の代表的な事例を示す。

### 国際的な事例
- アメリカ：Gabe Brownの農場

ノースダコタ州の農家Gabe Brownは、不耕起栽培、被覆作物、輪作、統合的放牧を組み合わせ、土壌有機物を5%から8%に向上させた。これにより、化学肥料の使用を80%削減しつつ、収穫量を維持・向上させた。
- オーストラリア：Soils for Life

乾燥地での放牧管理を通じて、土壌侵食を抑制し、牧草地の生産性を向上。参加農家の多くは、土壌の水分保持力が向上し、干ばつ耐性が強化されたと報告している。

### 日本の事例
- 福岡県：正岡自然農園

福岡県で不耕起栽培と被覆作物を組み合わせた自然農を実践。化学肥料や農薬を一切使用せず、土壌微生物の活性化により、安定した野菜生産を実現している。
- 千葉県：里山農業プロジェクト

里山の保全とアグロフォレストリーを組み合わせ、樹木と作物の共存により土壌保全を強化。地域住民との連携により、農産物の直売やCSAを展開し、経済的持続性も確保している。